# Gustav Mráz
Gustav Mráz (1934. szeptember 11. –) csehszlovák válogatott labdarúgó.
A csehszlovák válogatott tagjaként részt vett az 1958-as világbajnokságon.

## Sikerei, díjai
Egyéni
- Az KEK társgólkirálya (1): 1964–65 (5 gól)